# Montague Bertie (12e comte de Lindsey)
Montague Peregrine Albemarle Bertie, 12e comte de Lindsey (3 septembre 1861 - 2 janvier 1938) est un noble anglais, le fils unique de Montague Bertie (11e comte de Lindsey).

## Jeunesse
Bertie est née le 3 septembre 1861. Il est le fils unique de Montague Bertie (11e comte de Lindsey) et de Felicia Elizabetha Welby, la deuxième fille du révérend John Earle Welby, recteur de Hareston (et fils de William Earle Welby (1er baronnet)) et Felicia Eliza Hole (fille du révérend George Horne (évêque), évêque de Norwich).
Son père accède au comté en 1877 à la mort de son oncle, George Bertie (10e comte de Lindsey), décédé célibataire. Sa tante paternelle, Charlotte Guest, est une éminente linguiste qui s'est mariée deux fois, d'abord avec John Josiah Guest, 1er baronnet, et, après sa mort, avec Charles Schreiber, député de Cheltenham et Poole. Ses grands-parents paternels sont Albemarle Bertie (9e comte de Lindsey) et Charlotte Susannah Elizabeth Layard (fille de Charles Layard (prêtre) (en), doyen de Bristol). Après la mort de son grand-père, sa grand-mère se remarie avec William Peter Pegus, avec qui elle a Maria Antoinetta Pegus. Sa tante Maria épouse Charles Gordon (10e marquis de Huntly). Charles Gordon (11e marquis de Huntly) et Lord Douglas Gordon sont ses cousins.
Il fait ses études au Collège d'Eton et au Magdalene College, Cambridge.

## Carrière
Le 30 mars 1881, il est nommé sous-lieutenant dans la milice de Northampton et Rutland (plus tard le 4th bataillon, The Northamptonshire Regiment). Entre 1885 et 1888, il est Aide de camp de Lord Carrington, alors gouverneur de la Nouvelle-Galles du Sud. 
Lord Bertie est promu capitaine le 29 juin 1889, et démissionne de sa commission le 4 mai 1891. Le 8 septembre 1893, il est nommé sous-lieutenant du Lincolnshire.
En 1899, il succède à son père comme comte de Lindsey.

## Vie privée
Pendant son séjour en Australie, Lord Bertie rencontre et épouse le 12 février 1890 Millicent Cox (décédé en 1931), la fille aînée de l'éminent chirurgien australien, James Charles Cox. Ensemble, ils sont les parents d'une fille :
- Muriel Felicia Vere Bertie (décédée en 1981); épouse Henry Liddell-Grainger en 1922 et a des descendants, dont David Liddell-Grainger ; après sa mort, épouse Malcolm Barclay-Harvey en 1938[1].

Lord Lindsay est décédé le 2 janvier 1938. À sa mort, le comté de Lindsey passe à son lointain cousin, Montagu Towneley-Bertie (13e comte de Lindsey), tandis que les titres irlandais de baron et de vicomte Cullen (qu'il n'a jamais revendiqués) s'éteignent.